# Дантен
Данте́н	 (фр. Denting) — коммуна во французском департаменте Мозель региона Лотарингия. Относится к кантону Буле-Мозель.

## Географическое положение
Дантен расположен в 28 км к востоку от Меца между центром кантона Булеи-Мозель и Кумом . Соседние коммуны: Оттонвиль и Тетершан на севере, Кум на востоке, Момерстроф на юге, Булеи-Мозель на юго-западе.
Коммуну пересекает река Кальтбаш (Kaltbach).

## История
- Деревня принадлежала бывшему графству Креанж и вошла во Франции только в 1793 году.
- В 1871 году Дантен по франкфуртскому договору отошёл к Германской империи и получил германизированное название Dentingen. В 1918 году после поражения Германии в Первой мировой войне вновь вошёл в состав Франции в департамент Мозель.
- Во время Второй мировой войны бывшие казармы 146-го французского пехотного полка в Дантене были переделаны нацистами в концентрационный лагерь (лагерь Бан-Сен-Жан), где в 1941—1944 годах содержались советские военнопленные.

## Демография
По переписи 2008 года в коммуне проживало 210 человек.

## Достопримечательности
- Небольшой бункер Дантен линии Мажино.
- Остатки концлагеря Бан-Сен-Жан.
- Часовня Сент-Анри.
- Церковь Сен-Жан-Батист.